# Bar-Ilanova univerzita
Bar-Ilanova univerzita (BIU) (hebrejsky: אוניברסיטת בר-אילן) je izraelská univerzita ve městě Ramat Gan v Izraeli. Byla založena v roce 1955 a k roku 2009 je druhou největší izraelskou akademickou institucí. Ke stejnému roku na univerzitě studovalo 30 700 studentů (včetně 6300 studentů, kteří studovali na detašovaných pracovištích v regionech – Aškelon, Safed, Akko a Jordánské údolí) a pracovalo 1350 akademických pracovníků a 1000 technicko-administrativních zaměstnanců. Bar-Ilanova univerzita má celkem šest fakult: exaktních věd, přírodních věd, sociálních věd, humanitních věd, židovských studií a právnickou fakultu, které se dále dělí do 46 kateder.
Univerzita usiluje o vytvoření užších vazeb mezi studiem a Tórou. Chtěla by „smísit tradici s moderními technologiemi a vzdělaností a učit o nepřekonatelné etice židovského dědictví (…) spojit starověké a moderní, posvátné a materiální, duchovní a vědecké.“

## Historie

První promoce na Bar-Ilanově univerzitě dne 28. prosince 1959. Uprostřed je americký velvyslanec v Izraeli Ogden Reid.

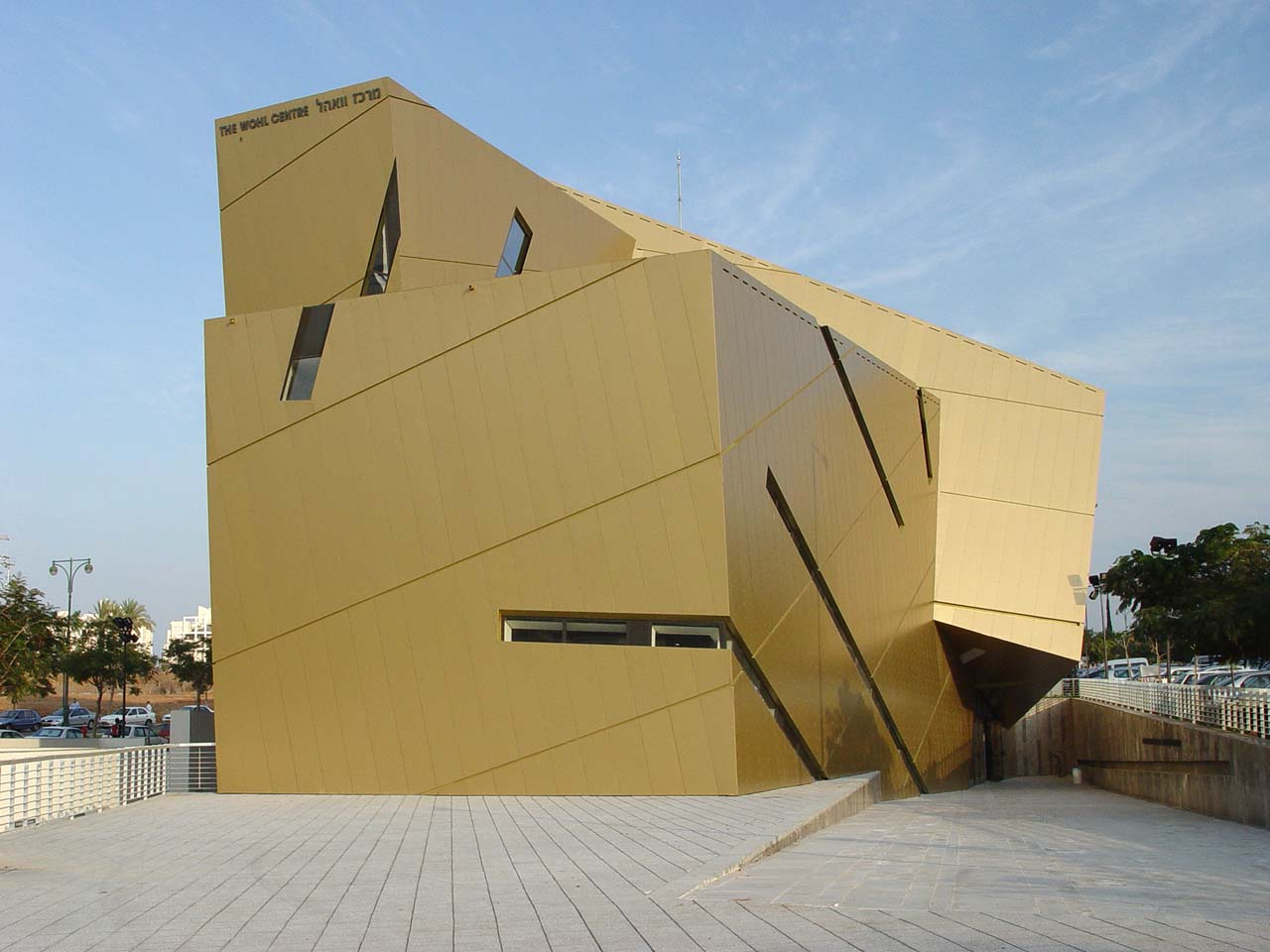
Wohlovo centrum

Základní kámen Bar-Ilanovy univerzity byl položen 3. června 1953. Je pojmenovaná po rabi Me'irovi Bar-Ilanovi, vůdci náboženského sionismu. Přestože byl sám vzdělán v ortodoxních rabínských seminářích v Berlíně, věřil v to, že je třeba instituce, která by v rámci dvojích osnov poskytovala vysokoškolská vzdělání v sekulárních akademických studiích a v náboženském studiu Tóry.
Zakladatelé univerzity doufali, že jejich absolventi budou oddáni židovské tradici, sionistické ideologii a vědě. Ještě v roce 1965 byl celý akademický sbor a většina studentů tvořena religiózními Židy. Josef Burg, jeden z předních představitelů náboženského sionistického hnutí, varoval před přijímáním příliš mnoha nereligiózních studentů, jež byl podle něj mohlo ohrozit charakter univerzity: „Pokud nalijete do lahve s vínem příliš mnoho vody, potom již nebudete mít víno.“ Dnes na univerzitě studují i sekulární a nežidovští studenti, včetně Arabů. V minulosti museli všichni muži studující na univerzitě povinně nosit kipu; dnes již toto nařízení neplatí. Pro úspěšné absolvování univerzity je, mimo jiné, vyžadováno absolvování sedmi kurzů v rámci židovských studií. Při přijímání vysokých akademických pracovníků univerzita upřednostňuje religiózní Židy, mezi akademickými pracovníky lze však nalézt i mnoho sekulárních lidí.
Univerzita provozuje kolel pro muže a midrašot pro ženy. Kolel nabízí tradiční studia ješivy s důrazem na Talmud, zatímco midraša nabízí kurzy Tóry a židovské filosofie. Tyto programy jsou přístupné všem studentům zdarma.
Na Bar-Ilanově univerzitě studoval i vrah Jicchaka Rabina – Jigal Amir, který zde studoval informatiku. Jeho studium na univerzitě vyústilo v obvinění, že se škola stala ohniskem politického extremismu. Jedním z kroků, který univerzita po atentátu podnikla bylo podnícení dialogu mezi levicově a pravicově orientovanými studenty univerzity a snaha o „smíření věřících se sekularizovanými.“
Pod vedením současného prezidenta univerzity Mošeho Kaveho prošla univerzita výraznou expanzí, včetně výstavby nových budov v severní části kampusu. Vznikly nové vědecké programy, včetně interdisciplinárního centra výzkumu mozku a centra nanotechnologií. Jednou z priorit, kterou si univerzita vytyčila je archeologický výzkum, zahrnující vykopávky v Tel es-Safi/Gatu a nedávno vytvořený společný program archeologických věd Bar-Ilanovy univerzity a Weizmannova institutu věd.

### Fakulty
- Fakulta židovských studií
- Fakulta humanitních věd
- Fakulta sociálních věd
- Právnická fakulta
- Fakulta přírodních věd
- Fakulta exaktních věd

## Speciální studentský program
Univerzita nabízí přípravný program, který připravuje nové imigranty pro izraelské vysoké školy. Kromě toho univerzita provozuje jednoroční zámořský program s názvem Tochnit Tora Im Derech Erec, který kombinuje tradiční studium Tóry v kolelu v dopoledních hodinách zvlášť pro muže a ženy a všeobecná univerzitní studia a hodiny židovských dějin v odpoledních hodinách. Mnozí američtí studenti standardních studijních programů si zapisují hodiny židovských dějin, aby splnili požadavky na absolvované kurzy židovských studií.

## Projekty
Univerzitní on-line projekt responsa byl v roce 2007 oceněn Izraelskou cenou. Jiným univerzitním projektem je „projekt Bible,“ v jehož rámci je Tanach a jeho komentáře aktualizován, vysvětlován apod. Projekt však byl v důsledku škrtů v rozpočtu ohrožen a nakonec byl zachráněn díky anonymnímu dárci. V roce 2010 univerzita spustila projekt online mezinárodního vědeckého periodika s názvem International Journal of Jewish Education Research. Periodikum, která má vycházet v několika jazycích se má zaměřovat zejména na židovské vzdělávání, má být bezplatně dostupné přes internet a jako takové má být jediné svého druhu na světě.

## Slavní absolventi
- Ami Ajalon – bývalý ředitel Šin Bet a bývalý velitel Izraelského vojenského námořnictva
- Ejtan Ben Elijahu – generálmajor Izraelských obranných sil a bývalý velitel Izraelského vojenského letectva
- Avi Dichter – bývalý ředitel Šin Bet
- Cipi Livniová – bývalá izraelská ministryně zahraničních věcí, předsedkyně strany Kadima
- Me'ir Šítrit – bývalý izraelský ministr vnitra, financí, spravedlnosti, školství a dopravy

### Držitelé čestných doktorátů
Podle internetových stránek univerzity patří mezi vybrané držitele čestných doktorátů z Bar-Ilanovy univerzity následující osobnosti:
- 1968 – izraelský prezident Zalman Šazar a americký židovský vůdce Max Fisher
- 1971 – izraelská ministerská předsedkyně Golda Meirová
- 1976 – izraelský prezident Efrajim Kacir, vrchní rabín Nisim a profesor Saul Lieberman
- 1977 – izraelský prezident Chajim Herzog
- 1983 – izraelský prezident Jicchak Navon
- 1993 – izraelský premiér Jicchak Rabin
- 1978 – izraelský premiér Menachem Begin
- 1992 – izraelský premiér Jicchak Šamir a izraelský prezident Ezer Weizman
- 1973 – nositel Nobelovy ceny Elie Wiesel
- 1976 – britský ministerský předseda Harold Wilson
- 1985 – americký viceprezident George W. Bush
- 1986 – newyorský starosta Ed Koch
- 1992 – sovětský vůdce Michail Sergejevič Gorbačov
- 1994 – americký viceprezident Al Gore
- 1998 – soudce izraelského Nejvyššího soudu Me'ir Šamgar, zpěvačka Naomi Šemer
- 1999 – český prezident Václav Havel
- 2000 – guvernér Banky Izraele profesor Jákob Frenkel
- 2001 – izraelský generální prokurátor Eljakim Rubinstein, spisovatel A. B. Jehošua